# 經濟部中央工業實驗所舊址
經濟部中央工業實驗所舊址位於重慶市南岸區黃桷埡南山路34號，重慶中藥研究所使用共5處建築，文物遺址年代為1940年-1946年，2009年12月15日列為第二批重慶市文物保護單位。据推测，此旧址可能为美国电报密码破译之父亚德利专为破获二战期间日军空袭重庆电报于重庆设立中国密室所在地。